# Christian Danley
Christian Danley (6 novembre ...) è un artista, animatore e doppiatore statunitense.

## Biografia
Christian Danley ha frequentato l'Atlanta College of Art di Atlanta, in Georgia, iniziando con la specializzazione in disegno e cambiando successivamente in arti elettroniche. In questo periodo ha frequentato diversi corsi di animazione cel digitale e tradizionale. Durante l'ultimo anno del college ha frequentato un corso di improvvisazione individuale offerto all'epoca dal teatro locale Dad's Garage di Atlanta e successivamente è stato invitato a unirsi all'Ensemble. Nel corso degli anni, Danley ha contribuito a creare svariati spettacoli per il Dad's Garage.
Vive con sua moglie e suo figlio Benjamin Franklin Danley.

## Carriera
Danley è stato notato inizialmente dal produttore televisivo Matt Thompson nel 2001 durante uno spettacolo al Dad's Garage. In quell'occasione, Thompson gli ha proposto di unirsi al suo studio di produzione 70/30 Productions per la serie animata Sealab 2021 del programma contenitore Adult Swim di Cartoon Network, prestandosi come animatore, capo designer, e doppiatore per la serie. In seguito ha lavorato anche come disegnatore e sceneggiatore occasionale.
Nel 2003 è il creatore e regista dello spettacolo improvvisato The Kobe Bryant Project al Dad's Garage, in cui gli attori seguono uno schema di trama ma inventano il proprio dialogo. Nel 2004 ha fatto un cameo vocale nel cortometraggio Clarence the Dinosaur e un anno dopo nella serie animata Squidbillies. Nel 2006, Danley diventa illustratore e colorista di Frisky Dingo, per il quale ha prestato la voce di Simon durante il corso della serie, ed è animatore per il corto The Amazing Adventures of Pleaseeasaur. Nel 2008 è illustratore e co-sceneggiatore con Casey Willis di The Xtacles, spin-off di Frisky Dingo. Durante lo stesso anno, Danley ha co-sceneggiato, interpretato e diretto FWD con Randall P. Havens per il Dad's Garage. Nel 2010, Havens e Danley hanno co-sceneggiato e interpretato Griefers sempre al Dad's Garage.
Nel 2013, Danley ha lavorato come consulente creativo nella serie di video Stuff You Should Know. Un anno dopo è diventato montatore per la serie animata Archer di FX e FXX e redattore e artista di sfondo per Chozen di FX. Nel 2019 è il doppiatore di Bigfoot in tre episodi di Archer After Hours mentre nel 2021 ha lavorato come produttore, montatore e interprete per il lungometraggio America: il film, diretto da Thompson e pubblicato su Netflix. Dal 2023 è montatore per la serie animata Agent Elvis di Netflix.

## Filmografia

### Animatore
- Sealab 2021 – serie animata, 24 episodi (2002-2005)

### Doppiatore
- Sealab 2021 – serie animata, 9 episodi (2002-2005)
- Clarence the Dinosaur – cortometraggio (2004)
- Squidbillies – serie animata, 1 episodio (2005)
- Frisky Dingo – serie animata, 16 episodi (2006-2007)
- Archer After Hours – miniserie TV, 3 episodi (2019)
- America: il film (America: The Motion Picture), regia di Matt Thompson (2021)

### Editore
- Archer – serie animata, 18 episodi (2014-2018)
- America: il film (America: The Motion Picture), regia di Matt Thompson (2021)

### Sceneggiatore
- The Xtacles – serie animata, 2 episodi (2008)

### Produttore
- America: il film (America: The Motion Picture), regia di Matt Thompson (2021)